# 郭庄
郭庄位于中国浙江省杭州市西湖区杨公堤28号（原西山路卧龙桥北堍东8号）、北与曲院风荷公园相邻，为杭州古典园林的代表，园虽不大，但布置紧凑，结构巧妙，其中的假山楼阁具有典型的江南园林特色。
该园由杭州丝绸商宋端甫始建于清咸丰年间，名端友别墅，俗称宋庄，后几易其主，其中民国时转售予汾阳人郭士林，因此改称汾阳别墅，俗称郭庄。1989-1991年整修后对外开放。
全园平面呈矩形，占地面积9788平方米，水面占29.3%，与西湖相通，建筑面积1629平方米，分宅园两部分，分别称静必居和一镜天开，园林部分又分别以南侧的内池（浣池）和北侧的外池（镜池）为中心，两池以中央临池的两宜轩相隔，住宅部分则位于内池东侧和南端。因郭庄东侧紧靠西湖岸边，沿湖建有乘风邀月轩、赏心悦目亭和景苏阁等，其中景苏阁正对苏堤，游人在园内便可饱览西湖风光。
著名园林学家陈从周称郭庄“风姿再现，如古画之重裱”，并题诗为：
苏堤如带水溶溶，
小阁临流照影空。
仿佛曲终人不见，
阑干闲了柳丝风。
——陈从周《西湖郭庄闲眺》